# KAT-TUN
KAT-TUN war eine im Jahr 2001 gestartete J-Pop-Boygroup, die von Johnny & Associates gegründet wurde und von ihnen gefördert und vermarktet wurde. Die Gruppe trennte sich im März 2025.

## Name
Der Bandname ist ein Akronym, das aus den Anfangsbuchstaben der Nachnamen der Anfangsmitglieder geformt wurde (Kamenashi, Akanishi, Taguchi, Tanaka, Ueda, Nakamaru). Da Akanishi 2010 die Gruppe verließ, wurde das A im Bandnamen offiziell durch die Erweiterung der Anfangsbuchstaben von KAmenashi ersetzt. Nach dem Ausstieg von Tanaka (im Jahr 2013) und Taguchi (im Jahr 2016) ersetzt nun Tatsuya (Ueda) die T’s von Tanaka und Taguchi.

## Geschichte
Die Mitglieder von KAT-TUN gehörten alle verschiedenen Gruppen von Johnny’s Jr. an, dem Nachwuchs von Johnny & Associates, nachdem sie alle bereits als Jugendliche zwischen 13 und 14 Jahren 1998 der Organisation beigetreten waren. 2001 wählte Dōmoto Kōichi von der ebenfalls von Johnny’s produzierten Gruppe Kinki Kids sechs Jungen unter den Nachwuchstalenten aus, die Background-Tänzer für seine Auftritte in der Musikshow PopJam des Senders NHK sein sollten. Ihre ersten Auftritte absolvierten sie als Backgroundtänzer etablierterer Gruppen wie Kinki Kids oder Arashi. Obwohl ursprünglich als reine Tanzgruppe geplant, gewannen sie unter dem Namen KAT-TUN eine so große Aufmerksamkeit, dass Johnny’s sie schließlich in dieser Besetzung als Popgruppe produzierte. Somit wurden die Mitglieder der Gruppe in kurzer Zeit zu Idolen. Von da an traten sie regelmäßig in Musikshows auf.
Im August 2002 präsentierte sich die Band erstmals allein auf der Bühne des Tokyo International Forum mit 3000 Plätzen. KAT-TUN konnte hier als erste der Johnny’s-Jr.-Gruppen selbständig auftreten und eigene Lieder singen, eine Möglichkeit, die bis dahin den etablierten älteren Gruppen vorbehalten war. Im Februar 2003 veröffentlichten sie ihre erste Live-DVD dieses Konzertes, die sofort auf Platz 1 der dazugehörigen Charts kam.
Am 5. Januar 2005 trat die Gruppe während eines Events zum 100. Mal in ihrer Karriere in der Yokohama Arena mit 12.000 Plätzen auf. Ihre Ende Mai gestartete Tournee musste um zwei zusätzliche Konzerte in der Yokohama Arena erweitert werden.
Am 29. Januar 2006 wurde ihr offizielles Debüt bekanntgegeben, und am 22. März wurden ihre Debütsingle Real Face, ihr Album Best of KAT-TUN und die DVD Real Face Film veröffentlicht. Ihr Debüt wurde von einer Tournee durch Japan begleitet. Am 17. März gaben sie ihr erstes Konzert im Tokyo Dome. Die Single war die meistverkaufte des Jahres 2006, ebenso die DVD. Das Album landete auf Platz 11 der entsprechenden Charts.
Am 19. Juli veröffentlichten sie die zweite Single Signal, die sich 555.606 Mal verkaufte. Am 12. Oktober 2006 verkündete Jin Akanishi offiziell in einer Pressekonferenz, er werde für sechs Monate nach Los Angeles gehen, um English zu lernen. Die verbliebenen Mitglieder setzten ihre Aktivitäten fort und nahmen nunmehr zu fünft die dritte Single Bokura no Machi de auf, die sie am 7. Dezember veröffentlichten.
Am 10. April 2007 erschien die dritte Live-Konzert-DVD Live of KAT-TUN Real Face und am 17. April 2007 wurde das zweite KAT-TUN Album cartoon KAT-TUN II you veröffentlicht.
Am 19. April 2007 traf Akanishi wieder in Japan ein. Am 20. April 2007 wurde in einer Pressekonferenz bekanntgegeben, dass Akanishi offiziell zu KAT-TUN zurückkehren werde. Er stieg während der laufenden Konzerttour ein und war bei den vier Abschlusskonzerten der Tour im Tokio Dome im Juni 2007 wieder vollständig dabei.
Ihre vierte Single Yorokobi no Uta wurde am 6. Juni veröffentlicht.
Im Juli 2010 gab Johnny Kitagawa bekannt, dass Akanishi die Gruppe offiziell im gleichen Jahr verlassen werde, um an seiner Solokarriere weiter zu arbeiten. Die Gruppe solle fünfköpfig ohne Akanishi bestehen bleiben.

## Erfolge
Mit der gleichzeitigen Veröffentlichung ihrer Debütsingle Real Face, ihres Albums Best of KAT-TUN und der DVD Real Face Film setzten sich KAT-TUN an die Spitze aller drei Charts, was vorher lediglich der Sängerin Hamasaki Ayumi jemals gelungen war. Sie halten den Rekord für die meistverkaufte Debütsingle mit 754,234 verkauften Silberlingen in der ersten Woche und den für die meistverkaufte Debüt-DVD mit 374,202 Verkäufen in der ersten Woche. Das Album Best of KAT-TUN ging in derselben Zeit 556,548 Mal über die Ladentheke. Außerdem blieb die Single für drei Wochen an der Spitze der Oriconcharts, was ihnen als erster Gruppe im neuen Jahrtausend gelang. In 9 Wochen verkaufte sich die Single über eine Million Mal.

## Mitglieder

### Offizielle Mitglieder
- Kamenashi Kazuya (亀梨 和也; * 23. Februar 1986), Gesang
- Ueda Tatsuya (上田 竜也; * 4. Oktober 1983), Klavier, Gitarre
- Nakamaru Yuichi (中丸 雄一; * 4. September 1983), Beatboxing, Songwriting (Understandable)

### Ehemalige Mitglieder
- Akanishi Jin (赤西 仁; * 4. Juli 1984), Gesang, Gitarre, Songwriting (Care, Hesitate, Love or Like, Murasaki), bis 2010
- Tanaka Kōki (田中 聖; * 5. November 1985), Gesang (Rap), Songwriting (Rapsongs), bis 2013
- Taguchi Junnosuke (田口 淳之介; * 29. November 1985), Gesang

## Diskografie

### Studioalben
| Jahr | Titel                               | Höchstplatzierung, Gesamtwochen, AuszeichnungChartsChartplatzierungen (Jahr, Titel, Platzierungen, Wochen, Auszeichnungen, Anmerkungen) | Anmerkungen                                                    |
| Jahr | Titel                               | JP | Anmerkungen                                                    |
| ---- | ----------------------------------- | --- | -------------------------------------------------------------- |
| 2006 | Best of Kat-Tun                     | JP1 ×3Dreifachplatin · (41 Wo.)JP | Erstveröffentlichung: 22. März 2006 Verkäufe JP: + 750.209     |
| 2007 | Cartoon Kat-Tun II You              | JP1 ×2Doppelplatin · (18 Wo.)JP | Erstveröffentlichung: 18. April 2007 Verkäufe JP: + 354.973    |
| 2008 | Kat-Tun III: Queen of Pirates       | JP1 Platin · (12 Wo.)JP | Erstveröffentlichung: 4. Juni 2008 Verkäufe JP: + 282.402      |
| 2009 | Break the Records: By You & For You | JP1 Platin · (15 Wo.)JP | Erstveröffentlichung: 29. April 2009 Verkäufe JP: + 243.305    |
| 2010 | No More Pain                        | JP1 Gold · (11 Wo.)JP | Erstveröffentlichung: 16. Juni 2010 Verkäufe JP: + 182.563     |
| 2012 | Chain                               | JP1 Gold · (12 Wo.)JP | Erstveröffentlichung: 22. Februar 2012 Verkäufe JP: + 133.262  |
| 2013 | Kusabi                              | JP1 Gold · (13 Wo.)JP | Erstveröffentlichung: 27. November 2013 Verkäufe JP: + 179.126 |
| 2014 | Come Here                           | JP1 Gold · (10 Wo.)JP | Erstveröffentlichung: 25. Juni 2014 Verkäufe JP: + 88.080      |
| 2018 | Cast                                | JP1 Gold · (10 Wo.)JP | Erstveröffentlichung: 18. Juli 2018 Verkäufe JP: + 139.203     |
| 2019 | Ignite                              | JP1 Gold · (9 Wo.)JP | Erstveröffentlichung: 31. Juli 2019 Verkäufe JP: + 116.739     |
| 2022 | Honey                               | JP1 Gold · (12 Wo.)JP | Erstveröffentlichung: 29. März 2022 Verkäufe JP: + 103.768     |
| 2023 | Fantasia                            | JP1 Gold · (13 Wo.)JP | Erstveröffentlichung: 15. Februar 2023 Verkäufe JP: + 102.463  |

### Kompilationen
| Jahr | Titel                                | Höchstplatzierung, Gesamtwochen, AuszeichnungChartsChartplatzierungen (Jahr, Titel, Platzierungen, Wochen, Auszeichnungen, Anmerkungen) | Anmerkungen                                                |
| Jahr | Titel                                | JP | Anmerkungen                                                |
| ---- | ------------------------------------ | --- | ---------------------------------------------------------- |
| 2016 | Kat-Tun 10th Anniversary Best „10Ks“ | JP1 Gold · (24 Wo.)JP | Erstveröffentlichung: 22. März 2016 Verkäufe JP: + 209.095 |

### EPs
| Jahr | Titel                | Höchstplatzierung, Gesamtwochen, AuszeichnungChartsChartplatzierungen (Jahr, Titel, Platzierungen, Wochen, Auszeichnungen, Anmerkungen) | Anmerkungen                                                    |
| Jahr | Titel                | JP | Anmerkungen                                                    |
| ---- | -------------------- | --- | -------------------------------------------------------------- |
| 2023 | Kusabi (楔 -kusabi-) | — | Erstveröffentlichung: 27. November 2023 Verkäufe JP: + 189.338 |

### Singles
| Jahr | Titel Album                                           | Höchstplatzierung, Gesamtwochen, AuszeichnungChartsChartplatzierungen (Jahr, Titel, Album, Platzierungen, Wochen, Auszeichnungen, Anmerkungen) | Anmerkungen                                                                 |
| Jahr | Titel Album                                           | JP | Anmerkungen                                                                 |
| ---- | ----------------------------------------------------- | --- | --------------------------------------------------------------------------- |
| 2006 | Real Face Best of KAT-TUN                             | JP1 Diamant · (45 Wo.)JP | Erstveröffentlichung: 22. März 2006 Verkäufe JP: + 1.045.783                |
| 2006 | Signal Cartoon KAT-TUN II You                         | JP1 ×2Doppelplatin · (23 Wo.)JP | Erstveröffentlichung: 19. Juli 2006 Verkäufe JP: + 569.527                  |
| 2006 | Bokura no Machi de Cartoon KAT-TUN II You             | JP1 (17 Wo.)JP | Erstveröffentlichung: 7. Dezember 2006 Verkäufe JP: + 558.491               |
| 2007 | Yorokobi no Uta KAT-TUN III: Queen of Pirates         | JP1 Platin · (16 Wo.)JP | Erstveröffentlichung: 6. Juni 2007 Verkäufe JP: + 373.965                   |
| 2007 | Keep the Faith KAT-TUN III: Queen of Pirates          | JP1 Platin · (16 Wo.)JP | Erstveröffentlichung: 21. November 2007 Verkäufe JP: + 459.919              |
| 2008 | Lips KAT-TUN III: Queen of Pirates                    | JP1 Platin · (15 Wo.)JP | Erstveröffentlichung: 6. Februar 2008 Verkäufe JP: + 421.902                |
| 2008 | Don’t U Ever Stop Break the Records: By You & For You | JP1 Platin · (17 Wo.)JP | Erstveröffentlichung: 14. Mai 2008 Verkäufe JP: + 447.971                   |
| 2008 | White X’mas Break the Records: By You & For You       | JP1 Platin · (10 Wo.)JP | Erstveröffentlichung: 3. Dezember 2008 Verkäufe JP: + 291.184               |
| 2009 | One Drop Break the Records: By You & For You          | JP1 Platin · (13 Wo.)JP | Erstveröffentlichung: 11. Februar 2009 Verkäufe JP: + 331.248               |
| 2009 | Rescue Break the Records: By You & For You            | JP1 Platin · (13 Wo.)JP | Erstveröffentlichung: 11. März 2009 Verkäufe JP: + 377.097                  |
| 2010 | Love Yourself / The D-Motion No More Pain             | JP1 Platin · (15 Wo.)JP | Erstveröffentlichung: 10. Februar 2010 Verkäufe JP: + 439.736               |
| 2010 | Going! No More Pain                                   | JP1 Platin · (14 Wo.)JP | Erstveröffentlichung: 12. Mai 2010 Verkäufe JP: + 282.901                   |
| 2010 | Change Ur World Chain                                 | JP1 Platin · (13 Wo.)JP | Erstveröffentlichung: 17. November 2010 Verkäufe JP: + 255.618              |
| 2011 | Ultimate Wheels Chain                                 | JP1 Platin · (13 Wo.)JP | Erstveröffentlichung: 2. Februar 2011 Verkäufe JP: + 205.006                |
| 2011 | White Chain                                           | JP1 Gold · (10 Wo.)JP | Erstveröffentlichung: 18. Mai 2011 Verkäufe JP: + 170.575                   |
| 2011 | Run for You Chain                                     | JP1 Gold · (13 Wo.)JP | Erstveröffentlichung: 3. August 2011 Verkäufe JP: + 151.782                 |
| 2011 | Birth Chain                                           | JP1 Platin · (18 Wo.)JP | Erstveröffentlichung: 30. November 2011 Verkäufe JP: + 232.280              |
| 2012 | To the Limit Come Here                                | JP1 Gold · (9 Wo.)JP | Erstveröffentlichung: 27. Juni 2012 Verkäufe JP: + 170.296                  |
| 2012 | Fumetsu no Scrum Come Here                            | JP1 Gold · (9 Wo.)JP | Erstveröffentlichung: 12. September 2012 Verkäufe JP: + 175.936             |
| 2013 | Expose Come Here                                      | JP1 Gold · (9 Wo.)JP | Erstveröffentlichung: 6. Februar 2013 Verkäufe JP: + 173.400                |
| 2013 | Face to Face Come Here                                | JP1 Gold · (10 Wo.)JP | Erstveröffentlichung: 15. Mai 2013 Verkäufe JP: + 150.310                   |
| 2014 | In Fact –                                             | JP1 Gold · (9 Wo.)JP | Erstveröffentlichung: 4. Juni 2014 Verkäufe JP: + 160.192                   |
| 2015 | Dead or Alive –                                       | JP1 Gold · (9 Wo.)JP | Erstveröffentlichung: 21. Januar 2015 Verkäufe JP: + 205.500                |
| 2015 | Kiss Kiss Kiss –                                      | JP1 Gold · (12 Wo.)JP | Erstveröffentlichung: 11. März 2015 Verkäufe JP: + 166.122                  |
| 2016 | Tragedy –                                             | JP1 Gold · (12 Wo.)JP | Erstveröffentlichung: 10. Februar 2016 Verkäufe JP: + 144.954               |
| 2016 | Unlock –                                              | JP1 Gold · (17 Wo.)JP | Erstveröffentlichung: 2. März 2016 Verkäufe JP: + 217.454                   |
| 2018 | Ask Yourself Cast                                     | JP1 Gold · (16 Wo.)JP | Erstveröffentlichung: 18. April 2018 Verkäufe JP: + 152.988                 |
| 2021 | Roar Honey                                            | JP1 Platin · (23 Wo.)JP | Erstveröffentlichung: 10. März 2021 Verkäufe JP: + 267.508                  |
| 2021 | We Just Go Hard / Euphoria Honey                      | JP1 Platin · (11 Wo.)JP | Erstveröffentlichung: 8. September 2021 Verkäufe JP: + 219.062; feat. AK-69 |

### Videoalben
| Jahr | Titel                                                                 | Höchstplatzierung, Gesamtwochen, AuszeichnungChartsChartplatzierungen (Jahr, Titel, Platzierungen, Wochen, Auszeichnungen, Anmerkungen) | Anmerkungen                                                    |
| Jahr | Titel                                                                 | JP | Anmerkungen                                                    |
| ---- | --------------------------------------------------------------------- | --- | -------------------------------------------------------------- |
| 2003 | Okyakusama wa Kamisama – Concert 55man nin Ai no Request ni Kotaete!! | JP1 Gold · (105 Wo.)JP | Erstveröffentlichung: 26. Februar 2003 Verkäufe JP: + 172.926  |
| 2005 | Kat-Tun: Live Kaizokuban                                              | JP1 Platin · (105 Wo.)JP | Erstveröffentlichung: 3. Mai 2005 Verkäufe JP: + 400.758       |
| 2006 | Real Face Film                                                        | JP1 ×2Doppelplatin · (31 Wo.)JP | Erstveröffentlichung: 22. März 2006 Verkäufe JP: + 475.507     |
| 2006 | Dream Boys                                                            | JP1 Gold · (28 Wo.)JP | Erstveröffentlichung: 28. Juni 2006 Verkäufe JP: + 179.722     |
| 2007 | Live of Kat-Tun: Real Face                                            | JP1 Platin · (26 Wo.)JP | Erstveröffentlichung: 11. April 2007 Verkäufe JP: + 240.627    |
| 2007 | Tour 2007: Cartoon Kat-Tun II You                                     | JP3 Gold · (31 Wo.)JP | Erstveröffentlichung: 21. November 2007 Verkäufe JP: + 222.722 |
| 2009 | Kat-Tun Live Tour 2008: Queen Of Pirates                              | JP1 Gold · (28 Wo.)JP | Erstveröffentlichung: 1. Januar 2009 Verkäufe JP: + 170.594    |
| 2009 | Kat-Tun Live: Break the Records                                       | JP1 Gold · (21 Wo.)JP | Erstveröffentlichung: 16. Dezember 2009 Verkäufe JP: + 186.124 |
| 2010 | Kat-Tun No More Pain World Tour 2010                                  | JP1 Gold · (11 Wo.)JP | Erstveröffentlichung: 29. Dezember 2010 Verkäufe JP: + 120.437 |
| 2012 | Kat-Tun Live Tour 2012 Chain Tokyo Dome                               | JP1 (11 Wo.)JP | Erstveröffentlichung: 21. November 2012 Verkäufe JP: + 78.938  |
| 2014 | Countdown Live 2013 Kat-Tun                                           | JP1 (16 Wo.)JP | Erstveröffentlichung: 14. Mai 2014 Verkäufe JP: + 66.267       |
| 2015 | Kat-Tun Live Tour 2014 Come Here                                      | JP1 Gold · (18 Wo.)JP | Erstveröffentlichung: 22. April 2015 Verkäufe JP: + 82.989     |
| 2015 | Kat-Tun Live 2015 „Quarter“ in Tokyo Dome                             | JP1 (27 Wo.)JP | Erstveröffentlichung: 14. Oktober 2015 Verkäufe JP: + 68.148   |
| 2016 | Kat-Tun 10th Anniversary Live Tour „10Ks!“                            | JP1 Gold · (17 Wo.)JP | Erstveröffentlichung: 17. August 2016 Verkäufe JP: + 93.253    |
| 2019 | Kat-Tun Live Tour 2018 Cast                                           | JP1 (12 Wo.)JP | Erstveröffentlichung: 17. April 2019 Verkäufe JP: + 76.755     |
| 2020 | Kat-Tun Live Tour 2019 Ignite                                         | JP1 (13 Wo.)JP | Erstveröffentlichung: 8. April 2020                            |
| 2021 | 15th Anniversary Live Kat-Tun                                         | JP1 (21 Wo.)JP | Erstveröffentlichung: 24. November 2021                        |
| 2022 | Kat-Tun Live Tour 2022 Honey                                          | JP1 (15 Wo.)JP | Erstveröffentlichung: 2. November 2022                         |
| 2023 | Kat-Tun Live Tour 2023 Fantasia                                       | JP1 (9 Wo.)JP | Erstveröffentlichung: 8. November 2023                         |

### Auszeichnungen für Musikverkäufe
Anmerkung: Auszeichnungen in Ländern aus den Charttabellen bzw. Chartboxen sind in ebendiesen zu finden.
| Land/RegionAuszeichnungen für Musikverkäufe (Land/Region, Auszeichnungen, Verkäufe, Quellen) | Gold       | Platin       | Diamant  | Verkäufe   | Quellen    |
| -------------------------------------------------------------------------------------------- | ---------- | ------------ | -------- | ---------- | ---------- |
| Japan (RIAJ)                                                                                 | 29× Gold29 | 27× Platin27 | Diamant1 | 10.650.000 | riaj.or.jp |
| Insgesamt                                                                                    | 29× Gold29 | 27× Platin27 | Diamant1 |            |            |

### Fotobücher
- KAT-TUN 1st in New York (Dezember 2003 bei Wani Books)

## Aktivitäten
Wie die meisten anderen Johnny’s Bands, sind die Mitglieder KAT-TUNs Idole, die nicht nur als Gruppe singen und tanzen, sondern auch an verschiedenen Shows von Johnny’s und anderen Produktionen beteiligt sind. So werben sie auch für Produkte im japanischen Fernsehen oder treten als Schauspieler in Doramas und Filmen in Erscheinung.
- TV Shows

2005 wurden KAT-TUN reguläre Teilnehmer der Show Utawara HOT Hit 10, früher bekannt als Minna no Terebi, zusammen mit einem anderen Johnny’s Mitglied, Matsumoto Jun von Arashi. Sie moderieren den Shōnen Club auf NHK und traten des Weiteren in anderen Shows wie Yoru Mo Hippare und Hadaka no Shōnen auf.
Vom 4. April 2007 bis zum 24. März 2010 hatte die Band eine eigene Show namens Cartoon KAT-TUN mit insgesamt drei Staffeln. In der ersten Staffel haben die Sänger hauptsächlich andere Prominenten interviewt. Das Thema in der zweiten Staffel war: „Was ist Liebe?“, wobei die Bandmitglieder so taten, als ob sie in unterirdischen Bunkern leben würden. Dabei wurden sie von Personen, wie die Frau, die Schönheit und Gesundheit liebt oder der Primitivling, der eine Prinzessin liebt, besucht. In der dritten Staffel ging es darum, alltägliche Regeln zu finden, die nicht unbedingt alle Menschen kennen. Die Männer waren mit Gästen z. B. im Kindergarten, bekamen bei SR (Super Ranger), die Elite der japanischen Feuerwehr, ein Kraft und Mut raubendes Training oder haben gelernt, wie man im Filmgeschäft einen Gangster professionell spielt.
- Radio

KAT-TUN moderieren mehrere eigene Radiosendungen, so war KAT-TUN Style mit Tanaka Kōki und Taguchi Junnosuke, R-One KAT-TUN mit Ueda Tatsuya und Nakamaru Yuichi.
- Musicals

KAT-TUN traten schon in zahlreichen Musicals auf, die meist von Johnny’s organisiert wurden und in denen folgerichtig Johnny’s Bands auftraten. Das bekannteste ist wahrscheinlich Shock mit Kōichi Dōmoto in der Hauptrolle. Ende 2006 wurden sie in Dream Boy, dem ersten Solo-Musical von Hideaki Takizawa von Tackey & Tsubasa neben Kanjani8 als Darsteller integriert. Die Hauptrolle erhielt Kamenashi Kazuya bereits 2005 als Takizawa zu beschäftigt mit dem Dreh des Dramas Yoshitsune war. Summary ist ein weiteres Musical, in dem KAT-TUN zusammen mit anderen Gruppen agieren.
- Werbung

Wie in Japan üblich, steigert die Band ihre Bekanntheit auch durch Werbespots. So treten sie regelmäßig in den Werbeclips der Marken Crunky (Schokoladenwaffeln) und +X (Kaugummi) von Lotte sowie für Lipgloss and Kontaktlinsen von Rohto in Erscheinung.
Kamenashi und Akanishi machen auch Werbung für Dance Dance Revolution: Mario Mix, einem Werbeclip von Nintendo, sowie für Oronamin C und verschiedenen DoCoMo Handy-Werbeclips. In DoCoMOs Werbung ist auch ihr Song Signal zu hören und in dem dazugehörigen Videoclip benutzen sie deutlich sichtbar Geräte der Firma.